# Дауров, Джагафар Ахмедович
Джагафар Ахмедович Дауров (6 января 1931, аул Ново-Хумаринский — 18 марта 2025, Черкесск) — журналист и писатель, заслуженный работник культуры РСФСР. Член Союза журналистов СССР и России. Член Союза писателей России.

## Биография
Джагафар родился 6 января 1931 года в ауле Ново-Хумаринский Хабезского района Черкесской автономной области.
Окончил Черкесское педагогическое училище, Карачаево-Черкесский государственный педагогический университет, Ленинградскую высшую партийную школу.
С 1957 года по 2006 год работал в Карачаево-Черкесской республиканской газете «Черкес хэку». Одновременно по рекомендации бюро обкома КПСС исполнял обязанности внештатного корреспондента газеты ЦК КПСС «Сельская жизнь» по Карачаево-Черкесии.
Дауров Д. А. в 1995 году стал лауреатом Всероссийского конкурса на лучшее журналистское произведение, посвящённое 50-летию Великой Победы. Был победителем республиканского конкурса «60 лет Победы».
Джагафар Ахмедович является ветераном Великой Отечественной войны.

## Награды и звания
- Грамота Черкесского обкома ВКП(б) — за доблестный труд в годы Великой Отечественной войны
- Медаль «За доблестный труд в Великой Отечественной войне 1941—1945 гг.»
- Медаль Жукова
- Юбилейная медаль «50 лет Победы в Великой Отечественной войне 1941—1945 гг.»
- Юбилейная медаль «65 лет Победы в Великой Отечественной войне 1941—1945 гг.»
- Медаль «Ветеран труда»
- Заслуженный работник культуры РСФСР
- Заслуженный журналист Карачаево-Черкесской республики

## Память
- Имя Джагафара Ахмедовича занесено во Всемирную Адыгскую (Черкескую) энциклопедию[источник?].

## Ссылка
- Джагафару Даурову — 85 (NATPRESS)
- Ордена за заслуги перед республикой(RAMBLER)
- Презентация книги Д.Даурова «У каждого есть своя звезда»(РИА КЧР) (недоступная ссылка)
- Ссылка на книгу в Российской Государственной Библиотеке «След в жизни»